# Methacroleïne
Methacroleïne is een aldehyde met als brutoformule C4H6O. De stof komt voor als een kleurloze, licht ontvlambare vloeistof met een karakteristieke geur.

## Synthese
Voor de productie van methacroleïne zijn er diverse processen in gebruik:
- De oxidatie van isobuteen of tert-butanol in de gasfase met zuurstofgas. Dit gebeurt bij hoge temperatuur (300 tot 600 °C) over een katalysator die vanadium, wolfraam of molybdeen bevat.
- De Mannich-reactie van een zout van een secundair amine (zoals dimethylammoniumchloride) met propionaldehyde en formaldehyde. In dit proces wordt eerst in een condensatiereactie het zout van een Mannich-base gevormd, dat in een volgende stap (door toevoeging van warmte) ontleedt tot methacroleïne en het oorspronkelijke aminezout, dat kan gerecycleerd worden.[1]
- De rechtstreekse condensatiereactie van propionaldehyde met formaldehyde, in aanwezigheid van een katalysator.[2] Hier wordt ook een secundair amine gebruikt, maar dan als onderdeel van de katalysator en niet in stoichiometrische hoeveelheid zoals in de Mannich-reactie.
- De dehydrogenering van isobutyraldehyde over een katalysator met molybdeen- of uraniumoxiden, bij 275 tot 375 °C.[3]

## Toepassingen
Methacroleïne is een tussenproduct in de chemische industrie, in de eerste plaats voor de productie van methylmethacrylaat dat een belangrijke grondstof is voor polymeren. In mindere mate wordt het ook als precursor voor smaak- en geurstoffen aangewend.

## Toxicologie en veiligheid
De damp van methacroleïne is zwaarder dan lucht. Damp-luchtmengsels zijn explosief en kunnen zich langs de grond verspreiden en op afstand ontstoken worden. De stof kan polymeriseren bij opwarming of onder de invloed van licht, zuren of basen, en dat kan leiden tot brand of ontploffing. De stof reageert hevig met alkalische stoffen, amines, sterke zuren en peroxiden.
De opslag van methacroleïne moet derhalve gebeuren met een stabilisator (om polymerisatie te voorkomen), onder een inerte atmosfeer, in het donker en gekoeld.
Methacroleïne is een irriterende stof voor de ogen, de huid en de luchtwegen.